# Dicmo
Dicmo je opčina ležící v chorvatské Splitsko-dalmatské župě. Dle sčítání lidu z roku 2001 zde žije 2657 obyvatel, 97 % z nich jsou Chorvaté.

## Sídla
Zahrnuje sídla Ercegovci, Kraj (hlavní), Krušvar, Osoje, Prisoje, Sičane a Sušci.